# Anacroneuria auca
Anacroneuria auca är en bäcksländeart som beskrevs av Bill P.Stark 2001. Anacroneuria auca ingår i släktet Anacroneuria och familjen jättebäcksländor. Inga underarter finns listade i Catalogue of Life.